# Ставровский, Евгений Михайлович
Евгений Михайлович Ставровский (род. 23 февраля 1973, Череповец, Вологодская область) — российский хоккейный тренер.

## Биография
Сын бывшего мэра Череповца и экс-депутата Законодательного Собрания Вологодской области Михаила Ставровского. Играл за юношеские команды СДЮСШ «Северсталь», за любительской череповецкий клуб «Полный привод» (2001—2003). С 1996 по 2011 год (с перерывом в 2000—2002 годах) был тренером СДЮСШ «Северсталь». С сезона 2011/12 — тренер команды МХЛ «Алмаз» Череповец. С 27 ноября 2015 года — главный тренер команды. В июле 2019 года вошел в тренерский штаб юношеской хоккейной сборной России 17-летнего возраста. Сезон 2020/21 начал в тренерском штабе «Северстали». 15 октября стал главным тренером клуба КХЛ «Сочи», работал до 30 сентября 2021. С 4 декабря 2022 — тренер «Алмаза». С апреля 2023 — вновь в штабе «Северстали».
Обладатель звания «заслуженный тренер РФ» как первый тренер олимпийского чемпиона Богдана Киселевича.